# Maceda (Corgo)
Maceda (llamada oficialmente San Pedro de Maceda) es una parroquia y una aldea española del municipio de Corgo, en la provincia de Lugo, Galicia.

## Organización territorial
La parroquia está formada por tres entidades de población:
- Casetas (As Casetas)
- Maceda
- Vilariño

## Demografía

### Parroquia
| Gráfica de evolución demográfica de Maceda (parroquia) entre 2000 y 2019 |
|                                                                          |
| Datos según el nomenclátor publicado por el INE.                         |

### Aldea
| Gráfica de evolución demográfica de Maceda (aldea) entre 2000 y 2019 |
|                                                                      |
| Datos según el nomenclátor publicado por el INE.                     |